# Frida Wallberg
Pour les articles homonymes, voir Wallberg (homonymie).
Frida Wallberg, née le 28 avril 1983 à Åtvidaberg, est une boxeuse (boxe anglaise) suédoise. Passée professionnelle à l'âge de vingt ans, elle est championne du monde WBC (poids super-plumes) à trois reprises (2010-2012). Sa carrière connait un coup d'arrêt brutal le 14 juin 2013 après un KO infligée par l'Australienne Diana Prazak. Victime d'une hémorragie cérébrale, elle doit se résoudre à une longue période de convalescence.

## Carrière amateur
Frida Wallberg empoche son premier titre de championne de Suède en 1998 alors qu'elle est âgée de seulement quinze ans. En 2001, elle remporte dans la catégorie des moins de 63,5 kg les premiers championnats du monde féminins organisés à Scranton aux États-Unis.
Selon son site officiel, Frida Wallberg a remporté 48 des 53 combats qu'elle a disputés pendant sa carrière amateur.

## Carrière professionnelle
Frida Wallberg décide fin 2003 de passer professionnelle et de s'entrainer au Danemark. Elle remporte son premier combat professionnel le 6 février 2004 face à la Dominicaine Maribel Santana. Suivent cinq autres victoires en 2004-2005. Une blessure au dos survenue lors de son sixième match professionnel remporté face à la Kenyane Fatuma Zarika interrompt toutefois sa carrière pendant plus de cinq ans, période qu'elle met à profit pour donner naissance à une petite fille, Nellie. Pour son retour sur les rings en septembre 2010, elle enchaine deux victoires faciles, et se voit alors proposer de disputer le titre WBC face à la Canadienne Olivia Gerula. Le combat, qui a lieu le 27 novembre 2010 à Stockholm, est remporté aux points par la Suédoise qui s'empare ainsi de la ceinture de championne du monde WBC des poids super-plumes pour la première fois. Elle conserve son titre le 3 septembre 2011 lors d'un match revanche face à la Canadienne, puis le 27 avril 2012 face à la Portoricaine Amanda Serrano.
Le 14 juin 2013, Frida Wallberg remet son titre en jeu face à l'Australienne Diana Prazak à Stockholm. Battue par KO à la huitième reprise, elle est transportée d'urgence à l'hôpital Karolinska où les médecins l'opèrent d'une hémorragie cérébrale (hématome sous-dural). À son réveil, elle est incapable de parler, de marcher ou de s'alimenter sans assistance.

## Convalescence
Cinq mois après cette défaite par KO, un reportage de la télévision suédoise montre que l'hémorragie cérébrale a laissé des traces profondes : Frida Wallberg souffre de violents maux de tête, de pertes d'équilibre et sa mémoire à court terme est affectée. Bien que continuant à s'entrainer chaque jour, elle ne peut se prononcer sur un éventuel retour à la compétition, préférant se concentrer sur son rétablissement.
En mars 2014, elle prend le départ de la Vasaloppet, la célèbre course de ski de fond suédoise. Elle vient à bout du parcours d'environ 90 km, signalant par là même une nette amélioration de son état physique. Mais l'été 2014 est difficile, Wallberg continue à souffrir de fréquents maux de tête et d'une extrême fatigue. Elle éprouve aussi des difficultés pour se concentrer, perdant le fil de ses propos ou de ses activités quotidiennes, ce qui engendre des crises d'angoisse. En octobre 2014, elle affirme lors d'un entretien accordé au quotidien suédois Expressen ne pas envisager de retour à la boxe.

« La boxe ne m'intéresse plus, en tout cas pas dans l'immédiat. »

— Frida Wallberg

## Combats professionnels
Le tableau ci-dessous liste les combats professionnels disputés par Frida Wallberg :
| 12 combats      | 11 victoires | 1 défaites |
| Avant la limite | 2            | 1          |
| Sur décision    | 9            | 0          |

| Décision possible : KO • TKO (KO technique) • UD (décision aux points unanime) • MD (décision aux points majoritaire) • SD (décision aux points partagée) • D (match nul) • NC (sans décision) • RTD (abandon) |        |                   |      |         |                   |               |                                              |
| Résultat | Record | Adversaire        | Type | Round   | Date              | Lieu          | Notes                                        |
| Défaite | 11-1   | Diana Prazak      | KO   | 8 (10)  | 14 juin 2013      | Stockholm     | Perd le titre WBC des poids super-plumes     |
| Victoire | 11-0   | Amanda Serrano    | UD   | 10 (10) | 27 avril 2012     | Linkoping     | Conserve le titre WBC des poids super-plumes |
| Victoire | 10-0   | Olivia Gerula     | UD   | 10 (10) | 3 septembre 2011  | Karlstad      | Conserve le titre WBC des poids super-plumes |
| Victoire | 9-0    | Olivia Gerula     | UD   | 8 (8)   | 27 novembre 2010  | Stockholm     | Remporte le titre WBC des poids super-plumes |
| Victoire | 8-0    | Nicole Boss       | UD   | 6 (6)   | 24 octobre 2010   | Karlstad      |                                              |
| Victoire | 7-0    | Irina Boldea      | RTD  | 4 (6)   | 17 septembre 2010 | Onda          |                                              |
| Victoire | 6-0    | Fatuma Zarika     | UD   | 10 (10) | 17 juin 2005      | Aarhus        |                                              |
| Victoire | 5-0    | Angela Cannizzaro | UD   | 6 (6)   | 15 avril 2005     | Copenhague    |                                              |
| Victoire | 4-0    | Stoyanka Krasteva | UD   | 6 (6)   | 12 novembre 2004  | Brøndby       |                                              |
| Victoire | 3-0    | Sharon Gaines     | UD   | 4 (4)   | 3 avril 2004      | Aarhus        |                                              |
| Victoire | 2-0    | Viktoria Oliynyk  | UD   | 4 (4)   | 13 mars 2004      | Brondby       |                                              |
| Victoire | 1-0    | Maribel Santana   | RTD  | 1 (4)   | 6 avril 2004      | Frederiksberg |                                              |